# Bluffton University
Die Bluffton University ist ein mennonitisches College im US-Bundesstaat Ohio.

## Geschichte
Die Hochschule wurde 1899 von mennonitischer Seite als Central Mennonite College gegründet. Im Jahr 1913 erfolgte eine erste Umbenennung in Bluffton College. Im Jahr 2004 nahm das College schließlich den Namen Bluffton University an. Die Bluffton University hat als Liberal Arts College ein breites Kursangebot. Es werden 40 Studienfächer angeboten, die jeweils mit dem Bachelor of Arts abgeschlossen werden können. Darüber hinaus können auch drei Fächer mit dem Master abgeschlossen werden.

## Selbstverständnis
Das College versteht sich als mennonitisches College, ist jedoch seit seiner Gründung auch für Studenten anderer Konfessionen und Religionen offen. Die Mehrheit der Studenten hat inzwischen einen nicht-mennonitischen Hintergrund. Dennoch spielen täuferisch-mennonitische Prinzipien wie Gewaltfreiheit und Ehrlichkeit im Selbstverständnis der Hochschule weiterhin eine Rolle. Als christliche Hochschule ist die Bluffton University seit 1991 Mitglied im Council for Christian Colleges and Universities.
Bei Prüfungen werden die Studenten der Bluffton University nicht beaufsichtigt. Stattdessen bürgen die Studenten mit ihrer Ehre, die Prüfungen selbstständig bearbeitet zu haben.

## Bekannte Absolventen
- Phyllis Diller,  US-amerikanische Komikerin und Schauspielerin
- Jane Reichhold (1937–2016), US-amerikanische Objektkünstlerin und Haiku-Poetin